# 石河子市
石河子市（せきかし-し）は、中華人民共和国新疆ウイグル自治区に位置する区直轄県級市。
ジュンガル盆地南縁、天山山脈の北麓中段に位置する。新疆生産建設兵団の、新疆ウイグル自治区北部における本拠地。軍人によって選ばれた場所に、軍人が設計し、軍人が建設した都市である。ユーラシア・ランドブリッジと312国道がそれぞれ市街の南北両側を横断する。都市緑化率は42%、国際連合が認定した「人間居住環境改善最優秀モデル都市」である。市域内の石河子経済技術開発区は中国最西の国家級開発区である。

## 地理
石河子市とマナス県の間をマナス川が流れている。平均標高は海抜450.8メートル。

## 歴史
- 1950年2月：王震率いる中国人民解放軍が石河子に挺進し、「軍墾第一犁」を振るい，石河子新城を建設。
- 1975年：兵団を廃止して、石河子地区が成立。
- 1978年8月：石河子地区を廃止して、石河子農工商聯合企業と石河子市政企合一合署が成立。
- 1981年12月：中共中央、国務院、中央軍委が決定兵団および各師による行政の復活を決定。
- 1984年9月：自治区党委員会、人民政府が農八師と石河子市を一つの党委の領導、政企分設の体制に。

## 行政区画
全域面積7529km2のうち石河子市行政区画は460km2、建成面積30km2。5街道、2鎮を管轄する。石河子墾区は14農牧団場を管轄する。
- 街道弁事処：新城街道、向陽街道、紅山街道、老街街道、東城街道
- 鎮：北泉鎮、石河子鎮

## 人口
総人口72万人、常住人口60万。都市人口29万。少数民族3.2万人で総人口の5.4%を占める。全年人口出生率8.75‰、人口死亡率3.34‰、人口自然増加率5.41‰。計画生育率99.93%。